# Foulbec
Foulbec település Franciaországban, Eure megyében. Lakosainak száma 649 fő (2022. január 1.). Foulbec Boulleville, Bouquelon és Conteville községekkel határos.

## Népesség
A település népességének változása:
| Lakosok száma | 283  | 353  | 411  | 489  | 632  | 646  | 659  | 663  | 664  | 649  |
|               | 1968 | 1982 | 1990 | 2006 | 2013 | 2015 | 2017 | 2019 | 2020 | 2022 |